# DAY TRACK
DAY TRACKは、ビーイング・グループ系のヒップホップ、R&B専門レコードレーベル。2003年1月1日設立。株式会社ヅァインプロダクトが運営している。CDの企画制作・販売の他に、アーティストや作家のマネージメント、デジタルコンテンツプロバイダー事業も行っている。2006年からは海外ライセンスビジネスにも着手。

## 所在地
- 東京都港区六本木5丁目2番地2号　森本六本木ビル5F

## 所属アーティスト

### レーベル責任者
- Master ME-YA (ex.DJ ME-YA)

### アーティスト
- KEN-RYW
- RIP TRAP
- CIMBA
- CRAFT
- SI-RUDE

### 海外ライセンスアーティスト
- FUNKY DL
- Jahah
- AFAR

### プロデューサー
- T-4
- DoubleS
- T-SK

## ディスコグラフィー
- 『DAY TRACK -Lady Master Soul-』(TCD-001 2003/5/28)
- 『DAY TRACK -HEAL UP-』(TCD-002 2003/11/26)
- RIP TRAP『SET FIRE』(PCD-001 2004/6/30)
- KEN-RYW『Sympathy』(PCD-002 2005/4/20)
- KEN-RYW『Sympathy II』(PCD-003 2005/12/14)
- FUNKY DL『THE GREATEST HITS』(PCD-004 2006/6/28)
- JAHAH『Mama'sOnlySon』(PCD-005 2006/8/30)
- AFAR『AFAR feat.Jahah』(PCD-006 2006/12/6)
- D.T.F(a.k.a DAY TRACK Family)『HI-STORY』(PCD-007 2007/3/7)
- JAHAH『The Melting Pot』(PCD-008 2007/5/16)
- CIMBA『PRIMEIRA』(PCD-009 2007/8/8)
- CRAFT『大地讃唱』(PCD-010 2007/10/17)

## 作品提供
ここでは、“DAY TRACK”としてクレジットされた作品のみについて記述。

### 編曲
- 岩田さゆり「あなたはあなた。」「深海の光」「未来へと」
- スパークリング☆ポイント「Chocolate〜君のサンタになりたくて〜」
- TUBE「Seaside Vibration〜世界をつなげる扉ver.〜」「妄想MAN DEBUT」（TUBEと共同）